# فانغ لي تشي
فانغ لي تشي (بالصينية: 方励之) (و. 1936 – 2012 م) هو فيزيائي، وناشط حقوقي، وأستاذ جامعي من جمهورية الصين الشعبية . ولد في بكين . وكان عضواً في الحزب الشيوعي الصيني .
توفي في توسون ، عن عمر يناهز 76 عاماً.

## التعليم
تعلم في جامعة بكين

## مناصب وهيئات
أدار جامعة أريزونا، وجامعة العلوم والتكنولوجيا في الصين.

## جوائز
حصل على جوائز منها:
- جائزة الحرية
- جائزة روبرت ف. كينيدي لحقوق الإنسان [الإنجليزية]‏.

## روابط خارجية
- فانغ لي تشي على موقع الموسوعة البريطانية (الإنجليزية)
- فانغ لي تشي على موقع مونزينجر (الألمانية)